# Zasadki (powiat brodnicki)
Zasadki – wieś w Polsce położona w województwie kujawsko-pomorskim, w powiecie brodnickim, w gminie Świedziebnia.

## Podział administracyjny
W latach 1975–1998 miejscowość administracyjnie należała do województwa toruńskiego.

## Demografia
Według Narodowego Spisu Powszechnego (III 2011 r.) liczyły 195 mieszkańców. Są jedenastą co do wielkości miejscowością gminy Świedziebnia.

## Urodzeni w Zasadkach
- Czesław Lissowski – polski ksiądz katolicki, kapelan Wojska Polskiego w II RP, działacz społeczny, historyk, ofiara KL Dachau[4].